# Ilyushin Il-14
L'Ilyushin Il-14 (in cirillico Ильюшин Ил-14, nome in codice NATO Crate) era un aereo da trasporto progettato dall'OKB 39 diretto da Sergej Vladimirovič Il'jušin e sviluppato in Unione Sovietica nei tardi anni quaranta.
Realizzato per soddisfare una richiesta della compagnia aerea nazionale Aeroflot per sostituire i Li-2 ed IL-12. Benché destinato principalmente all'aviazione civile venne utilizzato anche in ambito militare dalle forze aeree dell'Unione Sovietica e di molti stati aderenti al Patto di Varsavia o filocomunisti.
Volò per la prima volta il 13 luglio 1950

## Storia

### Sviluppo[3]
Alla fine del 1946 dopo i test dell'IL-12 si iniziarono a sviluppare aerei passeggeri in grado di atterrare in sicurezza anche con un solo motore funzionante. Per questo il IL-14 avrebbe dovuto montare due motori a pistoni AL-73 da 2400 hp. Tuttavia, malgrado l'aumento di potenza rispetto all'IL-12 le problematiche di piantata di motore in decollo rimanevano (ad esempio il bilanciamento). Per risolvere questo problema si è proceduto aumentando la potenza di due motori AL-82FN (aumento di soli 50 hp) e progettando un nuovo profilo alare. Il nuovo profilo alare consentiva all'IL-14 di decollare a 175 km/h e di avere una stabilità in volo migliore rispetto all'IL-12. Nella fusoliera potevano sedere fino a 18 persone. Il prototipo dell'IL-14 fu costruito prendendo pezzi di fusoliera dell'IL-12 e perfezionando i comandi di volo, il sistema anti-ghiaccio e il riscaldamento dell'abitacolo. Il primo volo del prototipo con motori AL-82FN avvenne il 13 luglio 1950 e durò solo 15 minuti per un problema allo scambiatore di calore. Per il secondo prototipo (chiamato Il-14P) fu progettato un nuovo sistema di riscaldamento; per migliorare la governabilità a bassa velocità venne ingrandita la deriva del 17%. Sono stati inoltre installati nuovi finestrini. Il secondo prototipo volò per la prima volta il 1º ottobre 1950 motorizzato con due AL-82T. Durante il decollo furono eseguiti numerosi test per studiare il comportamento dell'aeroplano in caso di guasto al motore. Le prove iniziarono il 2 dicembre 1951 e si conclusero il 30 agosto 1952. Nel mese di agosto del 1952 iniziarono una sequenza di prove in condizioni climatiche diverse. L'IL-14P dimostrò di essere facile da manutenere e gestire ed in grado di decollare da pista semi-preparate. Rispetto all'IL-12 la velocità massima è stata aumentata di 30 km/h.
Il 1º aprile 1953 il consiglio dei ministri dell'URSS ordinò 947 IL-14. Iniziò a volare come aereo passeggeri il 30 novembre 1954 quando trasportò per 22500 km una delegazione del governo sovietico in India, Birmania e Afghanistan. Attorno al 1955 l'IL-14 diventò la linea di volo principale dell'Aeroflot con due versioni: IL-14P (18 passeggeri) e IL-24M (24 posti). Negli anni il numero di passeggeri venne incrementato fino a raggiungere i 28-36 posti della versione IL-14M
L'IL-12 e IL-14 rappresentarono per l'aviazione dell'Unione Sovietica un notevole sviluppo aumentando anche considerevolmente il numero di passeggeri trasportati. Nel 1970 gli IL-14 volavano ancora in alcune regioni dell'URSS (soprattutto in Siberia e nella parte Nord della Russia. Nel 1980 iniziò un progressivo ritiro.
A partire dal 2012 esiste un esemplare di IL-12 in stato di aero-navigabilità presso il campo di aviazione di Gorelovo. 

## Versioni

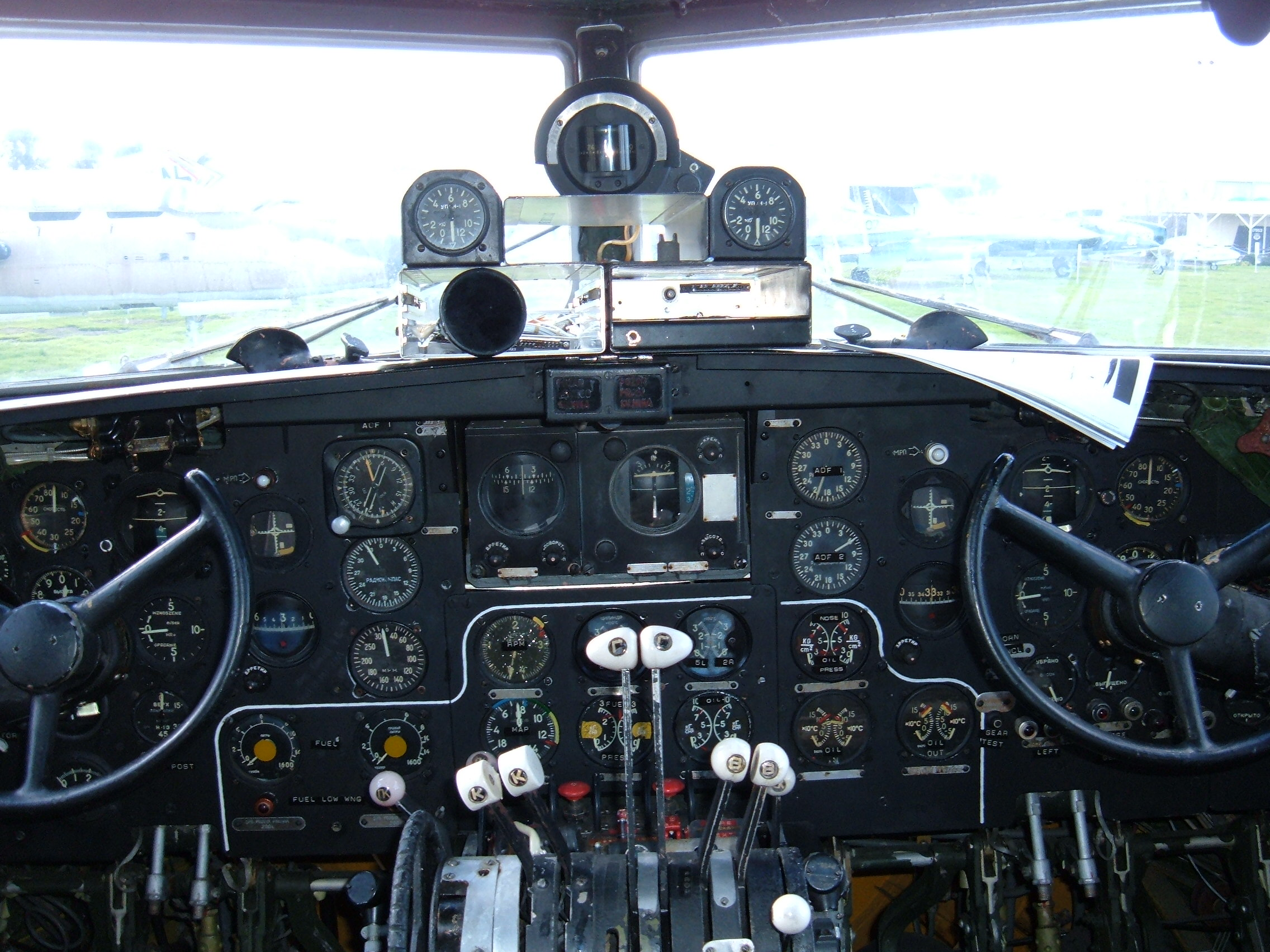
Immagine del Cockpit di un IL-14

Il-14prima versione avviata alla produzione.
Il-14Pvariante passeggeri, configurazione massimo 18 posti a sedere.
Il-14PS, C, SI e SOvarianti destinate al trasporto VIP.
Il-14Mvariante rinnovata dell'Il-14 da trasporto passeggeri, identificata con M per модернизированный (modernizzato), caratterizzata da una fusoliera allungata per la capienza di 30-32 passeggeri.
Il-14Tvariante da trasporto militare tattico, T per транспортный (transportnyj).
Il-14TBversione destinata al traino alianti.
Il-14TSversione aeroambulanza.
Il-14-30Dversione da trasporto truppe aviotrasportate, 30D per 30 Desantnyj, paracadutisti.
Il-14TD e T-TDversioni militari da trasporto tattico in configurazione mista, da trasporto materiali e truppe.
Il-14Gversione cargo dell'Il-14M.
Il-14-1 LIC e LIC-2laboratorio volante per studi di varie apparecchiature di bordo.
Il-14 Патрульныйtraslitterato in Patrulny, variante per operazioni di frontiera SIGINT per conto del Komitet gosudarstvennoj bezopasnosti (KGB).
Il-14FKP e FCMversione da ricognizione fotografica.
Il-14 "Crate-C	"variante costruita in Polonia su licenza destinata alla guerra elettronica.

## Utilizzatori
(lista parziale)

### Civili
Bulgaria
- TABSO

 Cecoslovacchia
- Czech Airlines

 Cina
- CAAC

 Polonia
- Polskie Linie Lotnicze LOT

 Romania
- TAROM

 Unione Sovietica/ Russia
- Aeroflot
- Aerokuzbass
- BAL
- Avia-Tatarstan
- Kuban Airlines
- Rossija Airlines
- Secondo Distaccamento Aereo Unito di Arcangelo
- Jakutavia

### Militari
Afghanistan
- Afghan Republic Air Force

 Afghanistan
- Afghan Army Air Force

 Albania
- Forcat Ajrore Shqiptare

  Bulgaria
- Bălgarski Voennovăzdušni sili

 Cambogia
- Toap Akas Khemarak Phoumin

 Cecoslovacchia
- Československé Vojenské Letectvo

 Cina

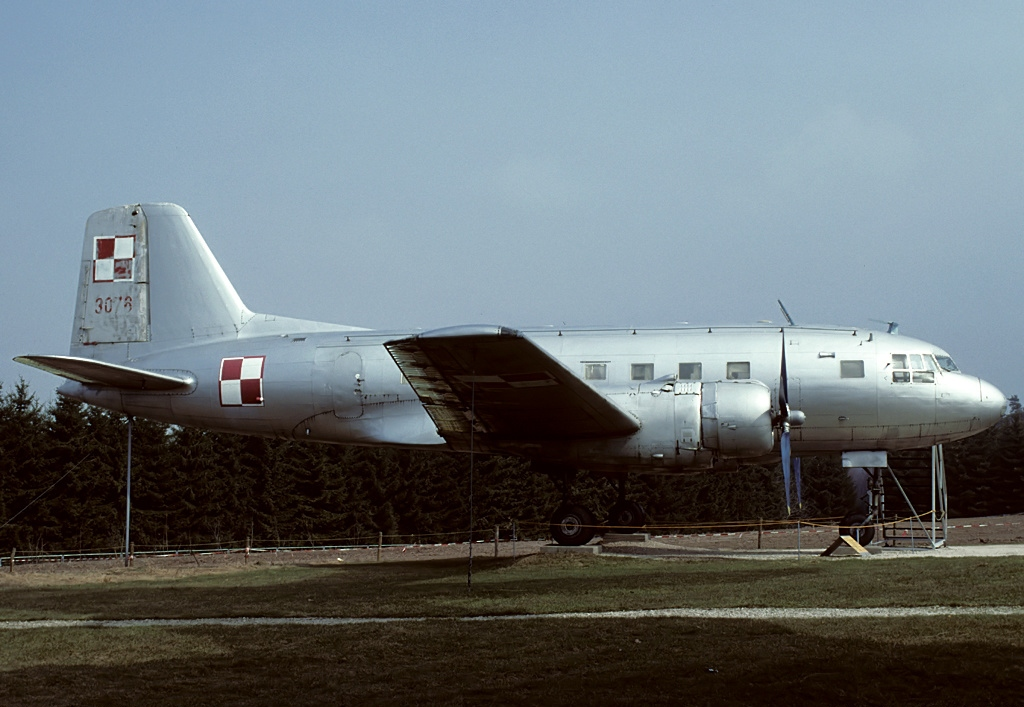
Ilyushin (VEB) Il-14P, Siły Powietrzne

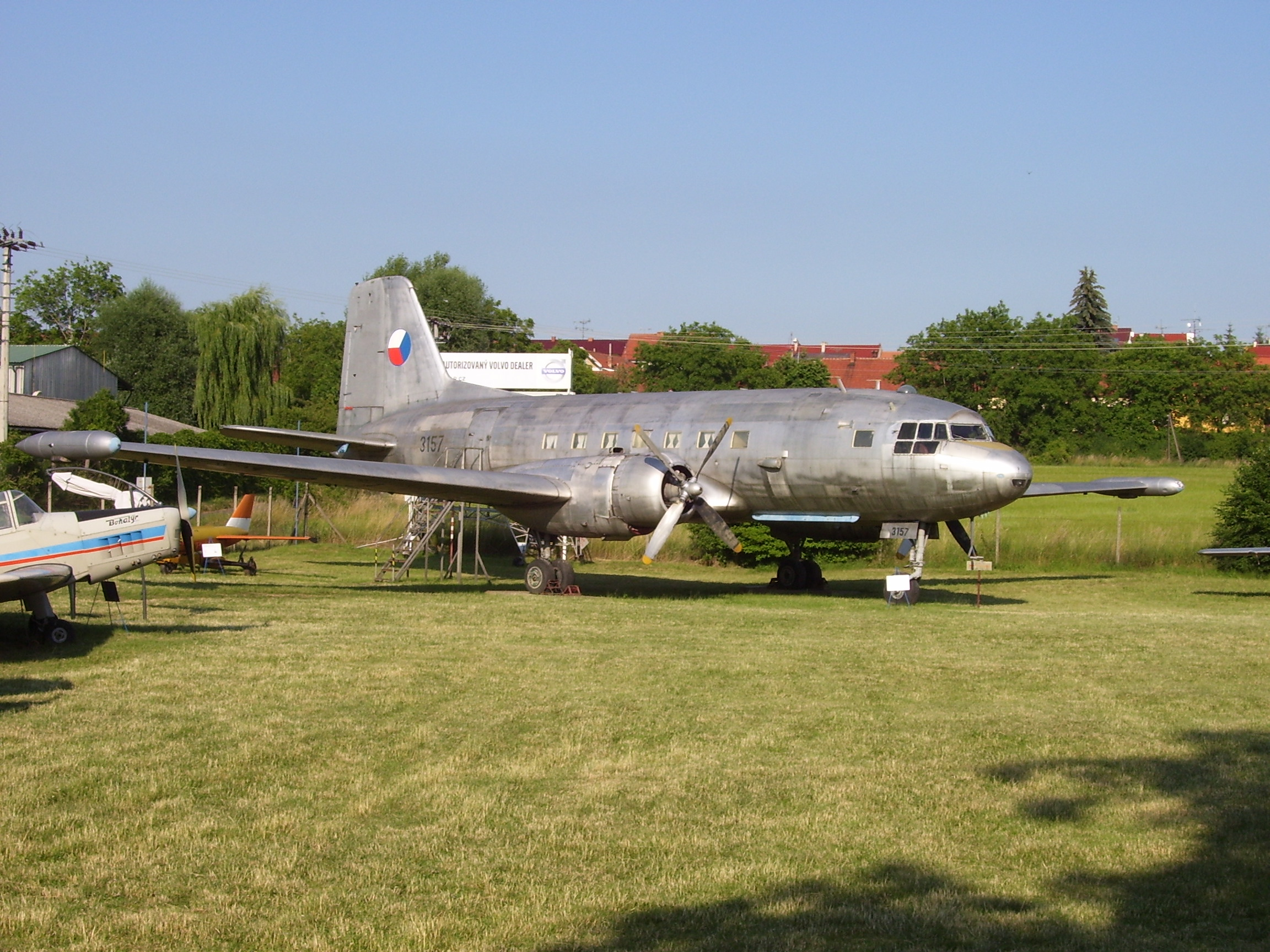
Avia 14, Československé Vojenské Letectvo

- Zhōngguó Rénmín Jiěfàngjūn Kōngjūn

 Rep. del Congo
- Armée de l'Air du Congo

 Corea del Nord
- Chosŏn Inmin Kun Konggun

 Cuba
- Defensa Anti-Aérea y Fuerza Aérea Revolucionaria

  Egitto
- Al-Quwwat al-Jawwiyya al-Misriyya

 Unione Sovietica
- Voenno-vozdušnye sily